# Campeonato Paulista de Futebol de 1973 - Segunda Divisão
O Campeonato Paulista de Futebol de 1973 - Segunda Divisão foi a 20.ª deste campeonato, equivaleu ao terceiro nível do futebol do estado.

## Participantes
| - Alumínio (Alumínio) - Bandeirante (Birigüi) - Cafelandense (Cafelândia) - Dracena (Dracena) - Fernandópolis (Fernandópolis) - Guairense (Guaíra) - Independente (Limeira) - Itapira (Itapira) - Mirassol (Mirassol) | - Mogi Mirim (Mogi Mirim) - Nevense (Neves Paulista) - Osvaldo Cruz (Osvaldo Cruz) - Penapolense (Penápolis) - Tanabi (Tanabi) - Tupã (Tupã) - Tupi (Tupi Paulista) - XI de Agosto (Pereira Barreto) |  |

## Final

### Ida
| Domingo, 20 de janeiro de 1974 | Independente | 1 – 1 | Cafelandense | SP |
|                                |              |       |              |    |

### Volta
| Domingo, 27 de janeiro de 1974 | Cafelandense | 1 – 1 4 – 5 (pênaltis) | Independente | SP |
|                                |              |                        |              |    |

## Premiação
| Campeonato Paulista de 1973 - Segunda Divisão |
| --------------------------------------------- |
| Independente Campeão (1º título)              |